# ترميم الأسنان
ترميم الأسنان (بالإنجليزية: Dental restoration) أو حشوات الأسنان (بالإنجليزية: dental fillings) هي علاجات تستخدم لاستعادة وظيفة وسلامة والشكل التشريحي لبنى الأسنان المفقودة الناتجة عن التسوس أو الصدمات الخارجية، وكذلك لاستبدال الهيكل المدعوم بالزرعات السنية. وهما نوعان أساسيان مباشر وغير مباشر، ويتم تصنيفهما حسب طريقة الصنع، إما داخل الفم أو خارجه. يتم اختيار النوع المناسب حسب موقع الترميم وحجمه.

## معالجة الأسنان

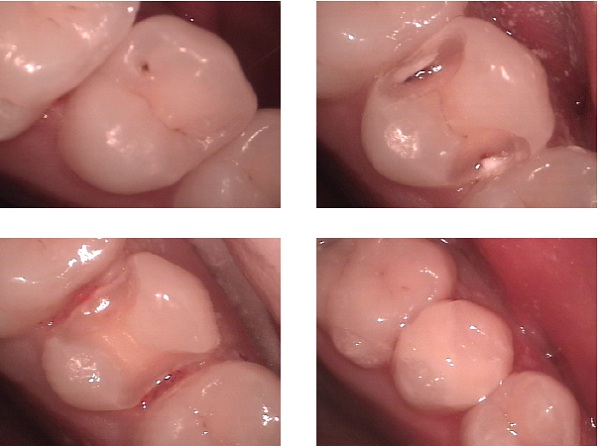
معالجة الأسنان باستخدام الروابط

يقصد بمعالجة الأسنان إصلاح وترميم الأجزاء المفقودة من السن نتيجة التسوس أو الكسر. وترمم الأسنان عادة بمادة الاملغم (حشوة ملغمية) وهي سبيكة مكون بصورة أساسية من مادتي الفضة والزئبق وتسمى خطئًا بحشوة البلاتين. وترمم الأسنان الخلفية عادة بحشوة الاملغم كونها أكثر قدرة على تحمل الضغط الكبير نتيجة لمضغ الطعام. أما الأسنان الأمامية فترمم بحشوة ضوئية التي تمتاز بكونها ذات ألوان مقاربة للون السن مما يجعلها أكثر جمالية. وحديثًا تم تصنيع أجيال حديثة من حشوات الضوئية التي تكون تتحمل الضغوط الكبيرة فأصبحت تستخدم للأسنان الخلفية والأمامية على حدٍ سواء وترمم الأسنان بالحشوات الاملغمية والضوئية مباشرة إذا كانت ذات ضرر بعيد عن لب السن أما إذا كانت ذات ضرر امتد إلى لب السن فيكون من اختصاص قسم آخر وهو قسم معالجة لب السن.

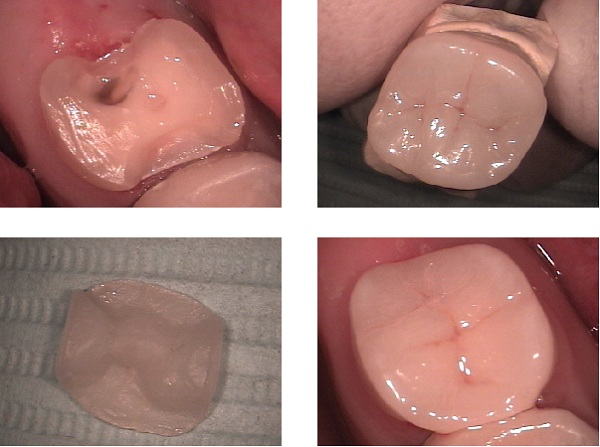
All-ceramic Dental Onlay for a molar tooth

معالجة لب السن: إذا كان الضرر بالاسنان قد امتد إلى لب السن فيكون من الضروري معالجة السن بعملية تسمى حشوة الجذر وفي هذه العملية يقوم الطبيب برفع أنسجة لب السن بأدوات خاصة وبعدها يقوم بملئ لب السن الفارغ بمادة كتابيركا (Gutta Purcha) أو بمواد أخرى حسب ما يتطلبه عملية حشوة الجذر، ومن ثم يرمم السن بحشوة الملغم أو بالحشوة الضوئية. يفضل بعض أطباء الأسنان تلبيس (تتويج) السن المعالج بحشوة جذر لأنه يكون قابلاً للكسر بسهولة أكثر من الأسنان سليمة اللب.

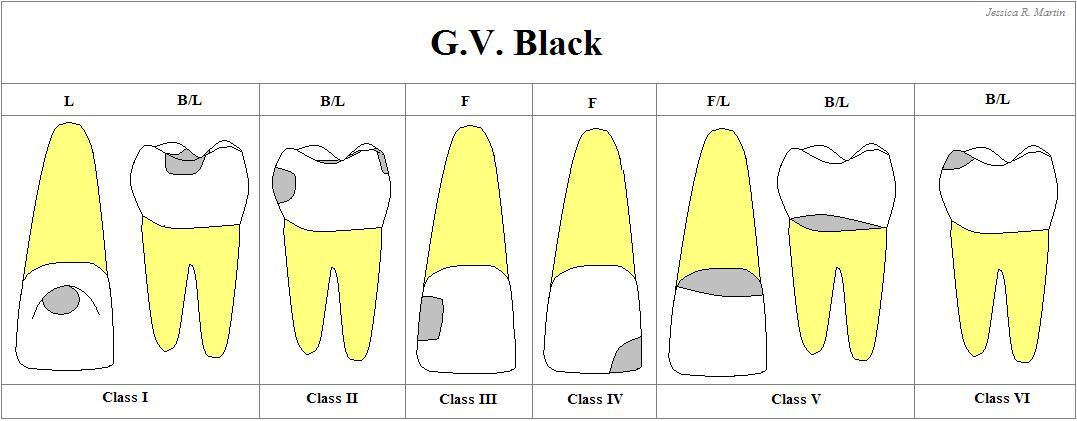
GV Black Classification of Restorations

## تحضير الأسنان
يتطلب إصلاح السن وإرجاعها إلى شكلها ووظيفتها خطوتين:
- تحضير السن وحفرها لوضع الحشوة السنية.
- تطبيق الحشوة السنية داخل التجويف السني المحضر.

يتضمن تحضير الأسنان حفر السن بالقبضة السنية أو الليزر لتجهيز السن للحشو وإزالة التسوس والأجزاء الضعيفة من السن.
عادةً ما يحشو طبيب الأسنان السن بعد تحضيرها مباشرةً، وإذا تعذر ذلك يمكن وضع حشوة مؤقتة واستكمال الإجراء في موعد ثانٍ.
ترمم الأسنان عادةً باستخدام الحشوة الملغمية أو حشوة الذهب أو الحشوة الضوئية أو الخزف السني أو إسمنت الأيونومر الزجاجي.
قد يكون التحضير داخل تاج السن (الترميم المباشر) -أي وجود التجويف السني داخل التاج- وترمم السن في هذه الحالة بالحشوة الملغمية أو الحشوة الضوئية أو حشوة الذهب أو البورسلين، أو أن يكون التحضير حول التاج (الترميم غير المباشر) وفي هذه الحالة يعد التاج قاعدةً توضع عليها الترميمات السنية مثل التيجان والقشور الخزفية.
توجد العديد من الاعتبارات عند تحضير السن لتحديد مدى التحضير ونوع الحشوة، من أهم العوامل هو التسوس الذي سيحدد مدى تحضير السن ونوع المادة السنية المناسبة للترميم.
أما العامل الآخر فهو بنية الأسنان غير المدعومة، أي أن طبقة المينا في السن غير مدعومة بطبقة من العاج وعندها تكون طبقة المينا هشة سهلة الكسر.

## الترميم المباشر
تتضمن هذه التقنية وضع حشوة مرنة في السن المحضرة وبناء الحشوة تبعًا للشكل التشريحي للسن ثم تصلب الحشوة وانبعاث وحرارة بسيطة ناتجة عن التصلب، يتميز هذا النوع من الترميمات بسرعة الإجراء إذ يمكن تطبيق الحشوة على السن المحضرة في الجلسة نفسها.
يوجد مجموعة متنوعة من المواد السنية المستخدمة في الحشو ويختار طبيب الأسنان نوع المادة بناءً على موقع التجويف السني وعمقه.

## الترميم غير المباشر
تتضمن هذه التقنية تصنيع الترميم خارج الفم اعتمادًا على طبعة السن المحضرة ثم لصق الترميم على السن بالإسمنت السني، تصنع هذه الترميمات في مختبرات الأسنان اعتمادًا على الطبعة والتشخيص الذي قدمه طبيب الأسنان، ويُستكمل الترميم خلال جلستين. من الترميمات غير المباشرة الشائعة هي التيجان والجسور والقشور الخزفية.
يضع طبيب الأسنان ترميمًا مؤقتًا في بعض الأحيان لتغطية السن المحضرة وللحفاظ على الأنسجة المحيطة بالسن.
يُعد طقم الأسنان واحدًا من الترميمات غير المباشرة للأسنان لأنه بديل للأسنان المفقودة، إضافةً إلى الملحقات التي تساعد الترميم على الارتباط بالسن مثل المغناطيس أو الغرسات.
تستخدم تقنية الكاد كام (CAD/CAM) في تصميم الترميمات بمساعدة الكمبيوتر لتحسين تصميمها وإنشائها، بأخذ صورة رقمية وتحويلها إلى نموذج افتراضي ثلاثي الأبعاد على شاشة الكمبيوتر، ثم تُصنع السن الخزفية بالتطابق مع الصورة الرقمية.

## تصنيف التجاويف السنية

### تصنيفجرين فرديمان بلاك
صنف مؤسس طب الأسنان الحديث جرين فرديمان بلاك (G V Black) التجاويف السنية المحضرة اعتمادًا على موقعها:
- الفئة الأولى: تتضمن جميع الوهدات والشقوق المينائية على الأسطح الإطباقية والشدقية واللسانية للأضراس والضواحك إضافةً إلى السطح الحنكي للقواطع العلوية.
- الفئة الثانية: تتضمن تسوس الأسطح الدانية في الأضراس والضواحك.
- الفئة الثالثة: تتضمن تسوس الأسطح الدانية في القواطع المركزية والجانبية والأنياب.
- الفئة الرابعة: تتضمن تسوس حافات الأسنان الأمامية إضافةً إلى الأسطح الدانية.
- الفئة الخامسة: تتضمن تسوس الجزء اللثوي للأسطح الوجهية أو اللسانية في جميع الأسنان.
- الفئة السادسة: تتضمن تسوس أطراف شرفة الأضراس والضواحك والأنياب.

### تصنيف جراهام ماونت
صنف العالم جراهام ماونت التجاويف السنية اعتمادًا على موقعها وحجمها، لتسهيل التعرف على التسوس وتحديد مدى تعقيده كلما ازداد حجمه.
التصنيف تبعًا للموقع:
- الوهدات والشقوق المينائية: 1
- منطقة اتصال الأسنان ببعضها: 2
- الجزء العنقي: 3

التصنيف تبعًا للحجم:
- الصغير: 1
- المتوسط: 2
- الكبير: 3
- واسع النطاق: 4

## نصائح
- يوصى بترتيب مواعيد للفحص الدوري المنتظم عند طبيب الأسنان على الأقل مرة في السنة.
- في الوقت الحالي تعتبر الطريقة الوحيدة لإيقاف تسوس الأسنان عند حدوث التسوس، هي إزالة المنطقة السوسة وتغطيتها بنوع ما من الحشو.
- يوصي كثير من أطباء الأسنان باستخدام العلاج المنتظم بالفلورايد لمنع التسوس، بالأخص عند الأطفال. الفلورايد مادة مشتقة من عنصر الفلور. الفلور في حد ذاته مادة كيميائية خطرة، ولكن يعتقد أن الفلورايد ليست له خطورة في كميات صغيرة.[5]